# Championnats du monde de badminton 2005
Navigation
Birmingham 2003 Madrid 2006
Les 14e Championnats du monde de badminton se sont tenus du 18 au 21 août 2005 à Anaheim en Californie (États-Unis). La compétition a été organisée par la fédération internationale de badminton.
Cinq épreuves figuraient au programme : deux masculines, deux féminines et une mixte. Chacune se déroulait sous la forme de tournois.

## Résultats
| Épreuve       | Or                              | Argent                          | Bronze                                      |
| ------------- | ------------------------------- | ------------------------------- | ------------------------------------------- |
| Simple hommes | Taufik Hidayat                  | Lin Dan                         | Peter Gade                                  |
| Simple hommes | Taufik Hidayat                  | Lin Dan                         | Lee Chong Wei                               |
| Simple dames  | Xie Xingfang                    | Zhang Ning                      | Cheng Shao-Chieh                            |
| Simple dames  | Xie Xingfang                    | Zhang Ning                      | Xu Huaiwen                                  |
| Double hommes | Howard Bach et Tony Gunawan     | Sigit Budiarto et Candra Wijaya | Alvent Yulianto et Luluk Hadiyanto          |
| Double hommes | Howard Bach et Tony Gunawan     | Sigit Budiarto et Candra Wijaya | Chan Chong Ming et Koo Kien Keat            |
| Double dames  | Zhang Jiewen et Yang Wei        | Gao Ling et Huang Sui           | Zhang Dan et Zhang Yawen                    |
| Double dames  | Zhang Jiewen et Yang Wei        | Gao Ling et Huang Sui           | Lee Hyo Jung et Lee Kyung Won               |
| Double mixte  | Nova Widianto et Lilyana Natsir | Xie Zhongbo et Zhang Yawen      | Sudket Prapakamol et Saralee Thungthongkam  |
| Double mixte  | Nova Widianto et Lilyana Natsir | Xie Zhongbo et Zhang Yawen      | Daniel A. Shirley et Sara Runesten-Petersen |

## Tableau des médailles
| Rang | Nation           | Or | Argent | Bronze | Total |
| ---- | ---------------- | -- | ------ | ------ | ----- |
| 1    | Chine            | 2  | 4      | 1      | 7     |
| 2    | Indonésie        | 2  | 1      | 1      | 4     |
| 3    | États-Unis       | 1  | 0      | 0      | 1     |
| 4    | Malaisie         | 0  | 0      | 2      | 2     |
| 5    | Danemark         | 0  | 0      | 1      | 1     |
| 5    | Allemagne        | 0  | 0      | 1      | 1     |
| 5    | Corée du Sud     | 0  | 0      | 1      | 1     |
| 5    | Nouvelle-Zélande | 0  | 0      | 1      | 1     |
| 5    | Thaïlande        | 0  | 0      | 1      | 1     |
| 5    | Taipei chinois   | 0  | 0      | 1      | 1     |